# Muzeum Mineralogiczne im. Kazimierza Maślankiewicza we Wrocławiu
Muzeum Mineralogiczne im. Kazimierza Maślankiewicza we Wrocławiu – jednostka Instytutu Nauk Geologicznych Uniwersytetu Wrocławskiego, przy ulicy Cybulskiego 30 z oddziałem przy ulicy Kuźniczej 22.
Wrocławskie muzeum mineralogiczne jest kontynuatorem działalności założonego w roku 1812 Gabinetu Mineralogicznego i działającego w latach 1868–1945 Muzeum Mineralogicznego Uniwersytetu Wrocławskiego. Do 1855 kolekcja stała Gabinetu była skromna ilościowo i jakościowo, gdyż większość zbiorów należała do kolejnych dyrektorów, którzy zabierali je wraz z odejściem ze stanowiska. Dopiero kolejny dyrektor Ferdinand Roemer rozbudował znacząco własne zbiory Gabinetu, doprowadził też do przeniesienia w 1866 całej katedry wraz Gabinetem z dotychczasowej siedziby w gmachu obecnej Katedry Biologii Człowieka (były jezuicki Konwikt św. Józefa) do wybudowanego z jego inicjatywy gmachu obecnego Instytutu Farmacji Akademii Medycznej projektu Milczewskiego. Tam urządzono m.in. Muzeum Mineralogiczne, które wbrew nazwie, prezentowało nie tylko minerały, ale również typy skał oraz skamieniałości, przy czym przeważała część paleontologiczna. W momencie otwarcia muzeum w 1868 wydano też pierwszy przewodnik popularyzatorski po nim (autorstwa Roemera). W 1897 rozdzielono muzeum na oddzielne muzea: geologiczno-paleontologiczne i mineralogiczne.
Zbiory zostały na krótko przed oblężeniem Wrocławia z inicjatywy ówczesnego dyrektora muzeum Kurta Spangenberga w znacznej części ewakuowane z miasta i ukryte w kościołach w Świerzawie i Strzegomiu. Po roku 1945 udało się odzyskać większość z nich (20 tys. eksponatów), z wyjątkiem kolekcji kamieni szlachetnych, którą zdeponowano nie w kościołach dolnośląskich, a w Berlinie. Jednak ze względów lokalowych dopiero w 1952 zdołano udostępnić publicznie pierwszą, niewielką część kolekcji (700 eksponatów) w nowej siedzibie Instytutu Nauk Geologicznych przy ulicy Cybulskiego 30. Dzięki inicjatywie prof. Kazimierza Maślankiewicza w latach 1964–1966 prowadzono prace budowlane i inwentaryzacyjne mające na celu udostępnienie kolekcji minerałów dla wszystkich zainteresowanych. Muzeum Mineralogiczne zostało otwarte w czerwcu roku 1966. W roku 1985 muzeum otrzymało imię swojego twórcy. W roku 1995 został otwarty oddział muzeum w budynku przy ulicy Kuźniczej 22.
Obecnie muzeum posiada ponad 30 tysięcy okazów minerałów (w tym 5 holotypów) i tysiąc okazów skał, z tego około połowa to okazy z Polski. Mniej więcej 60% eksponatów pochodzi z kolekcji poniemieckiej, reszta została pozyskana po 1945. Można oglądać następujące stałe ekspozycje:
- w głównej siedzibie przy ulicy Cybulskiego 30

1. Minerały Polski
2. Minerały Świata według klasyfikacji chemiczno-strukturalnej

- w oddziale przy ulicy Kuźniczej 22

1. Minerały Polski
2. Minerały Pegmatytów Strzegomskich
3. Kamienie Szlachetne i Ozdobne (kolekcja muzeum liczy ok. 350 kamieni szlachetnych)
4. Kamienie Szlachetne i Ozdobne – Grupa Krzemionki
5. Meteoryty (kolekcja muzeum liczy 170 meteorytów i tektytów)
6. Agaty Gór Kaczawskich

W oddziale tym są też sale wystaw czasowych, a większość sal znajduje się w średniowiecznych piwnicach, gdzie widać użyte do budowy głazy narzutowe.
Muzeum jest otwarte od poniedziałku do piątku (oddział przy ul. Kuźniczej także w soboty). Prowadzi się także lekcje muzealne.

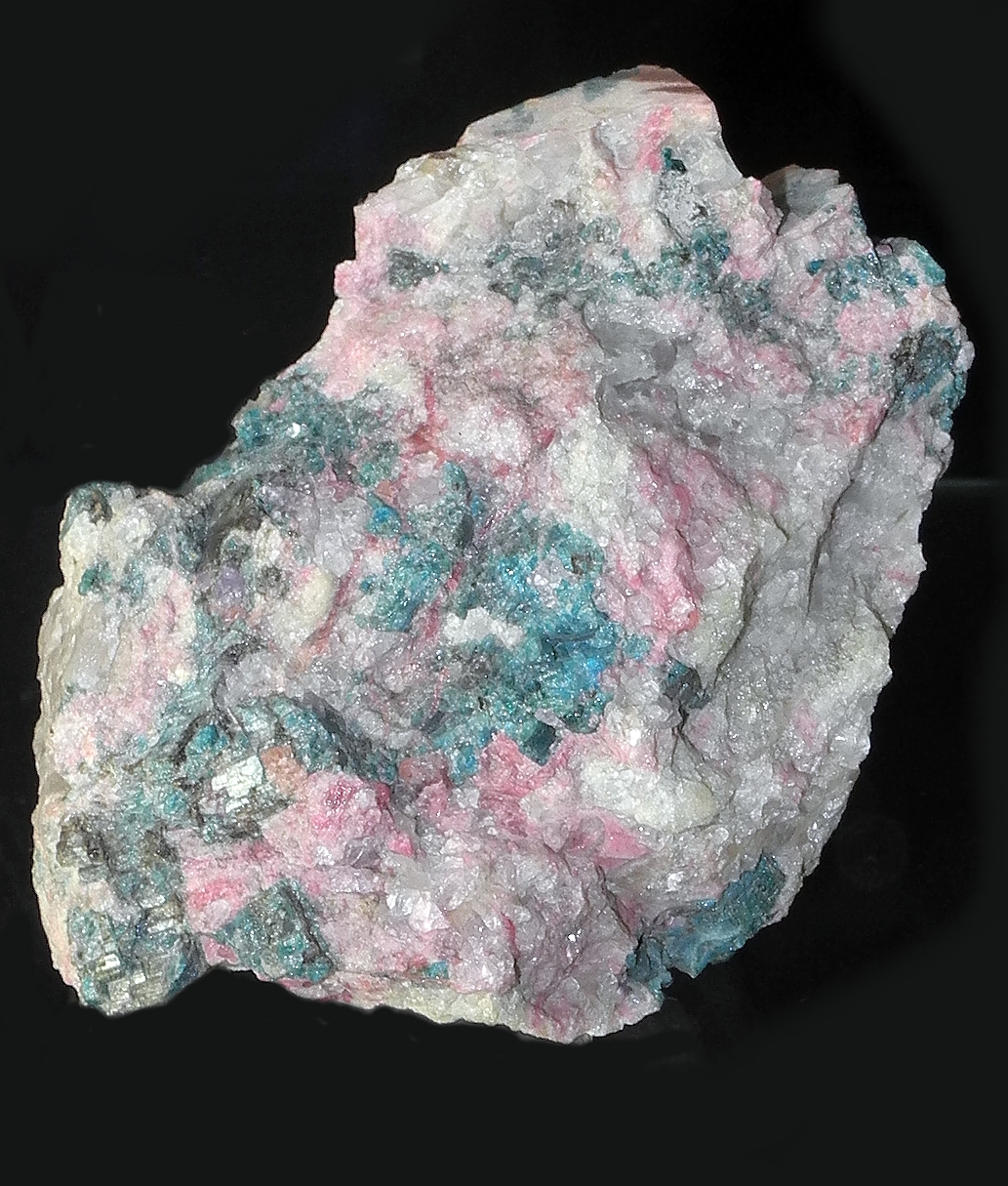
Wezuwian
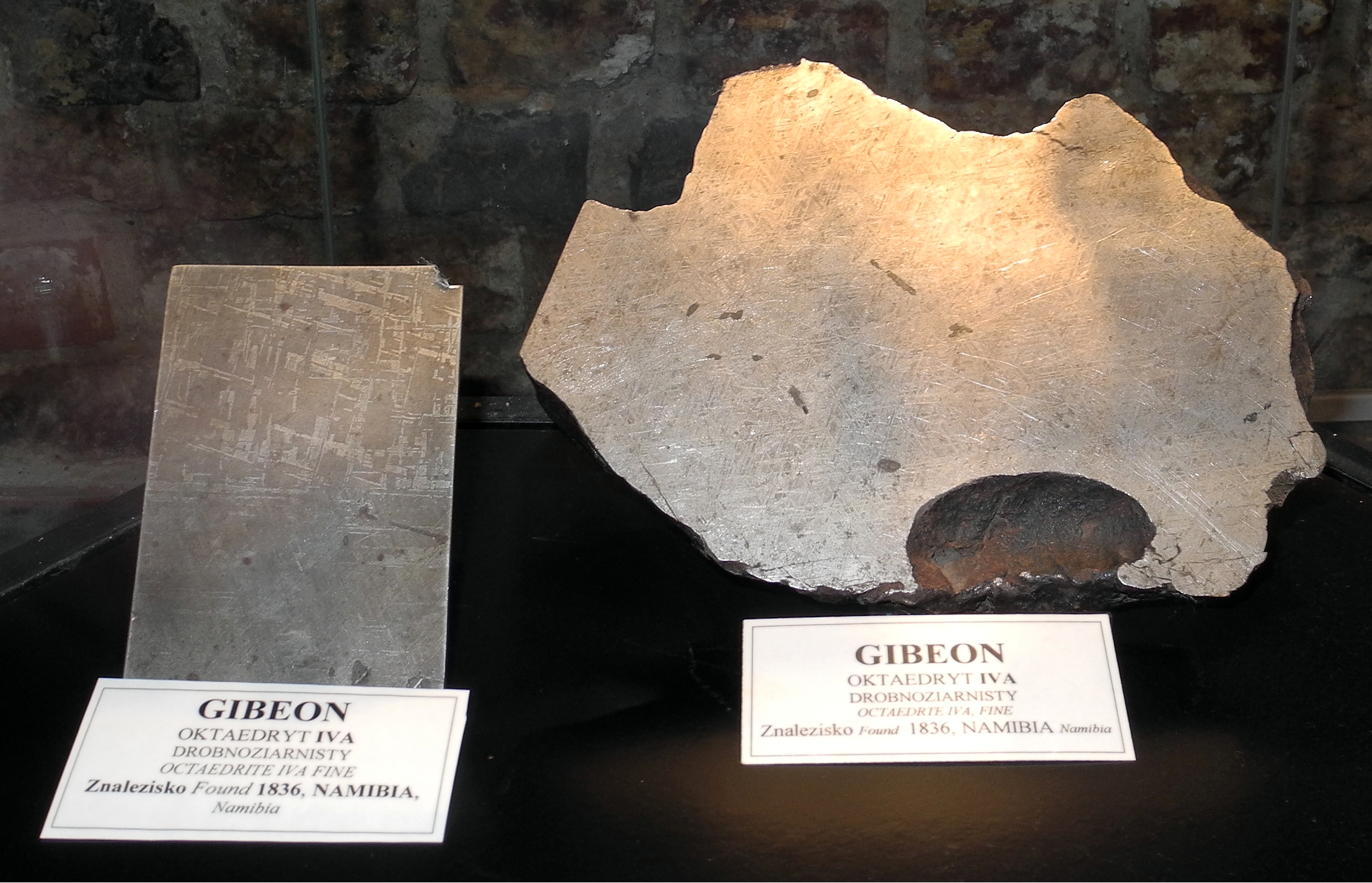
Oktaedryty
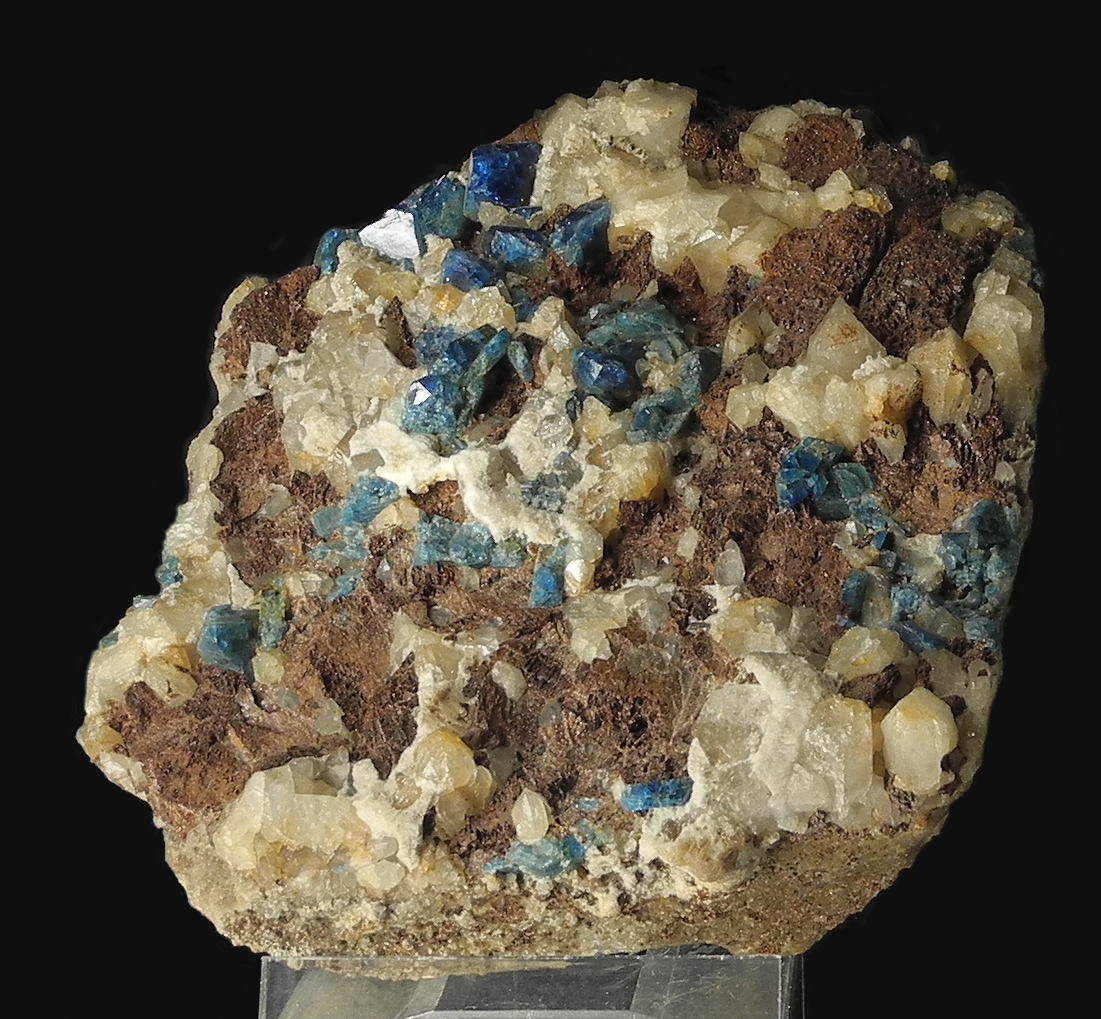
Lazulit
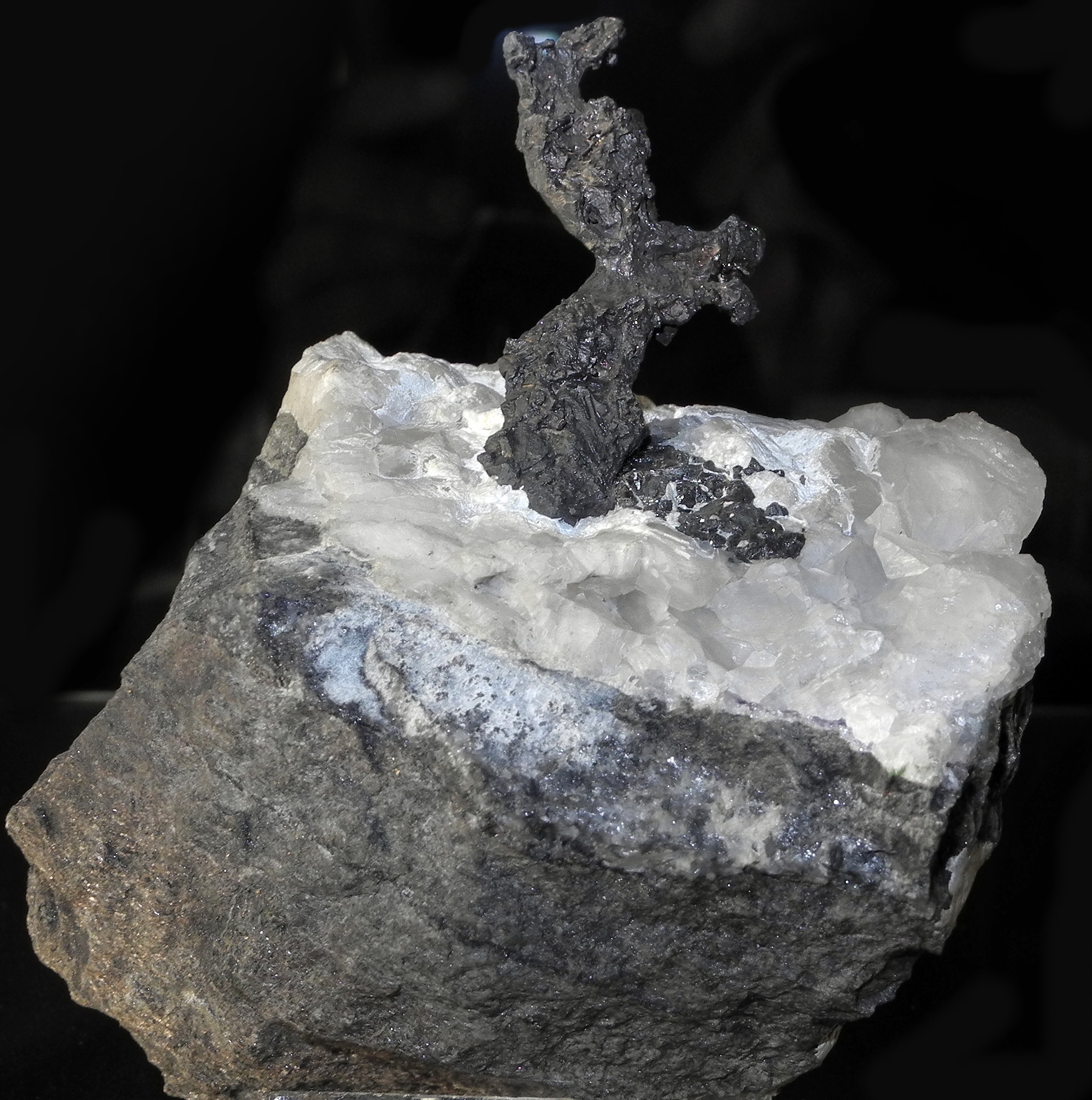
Srebro rodzime
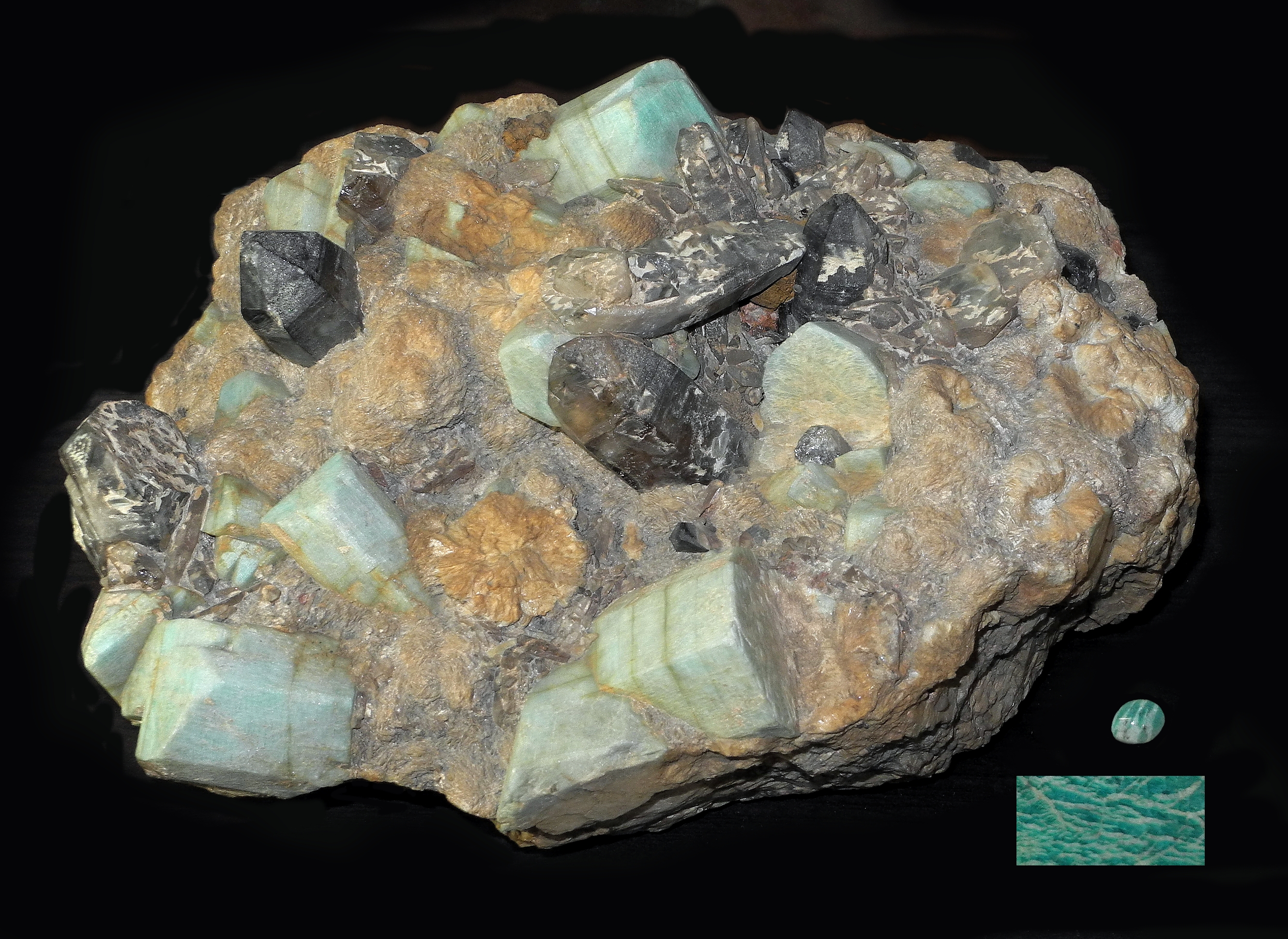
Amazonit
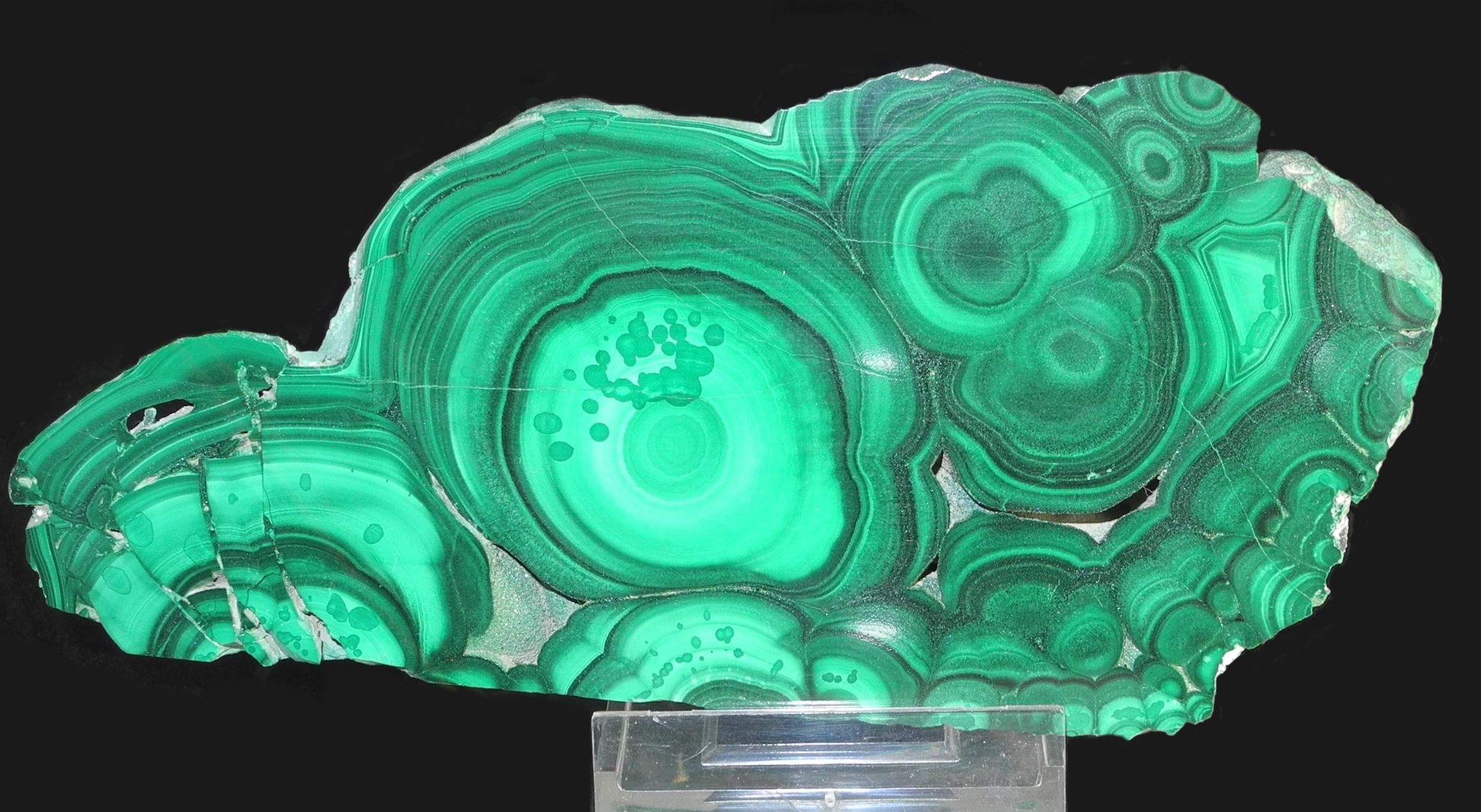
Malachit
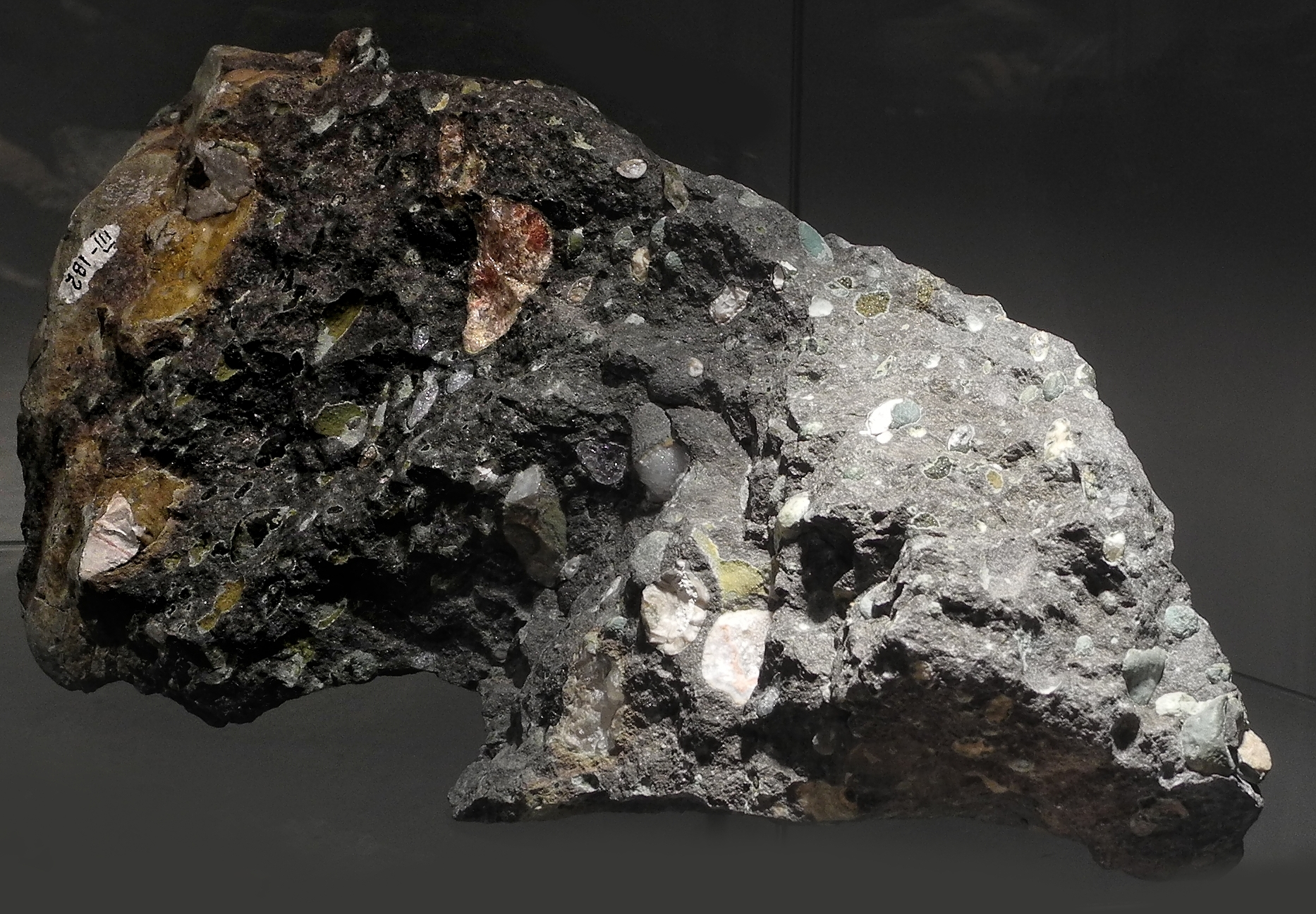
Melafir
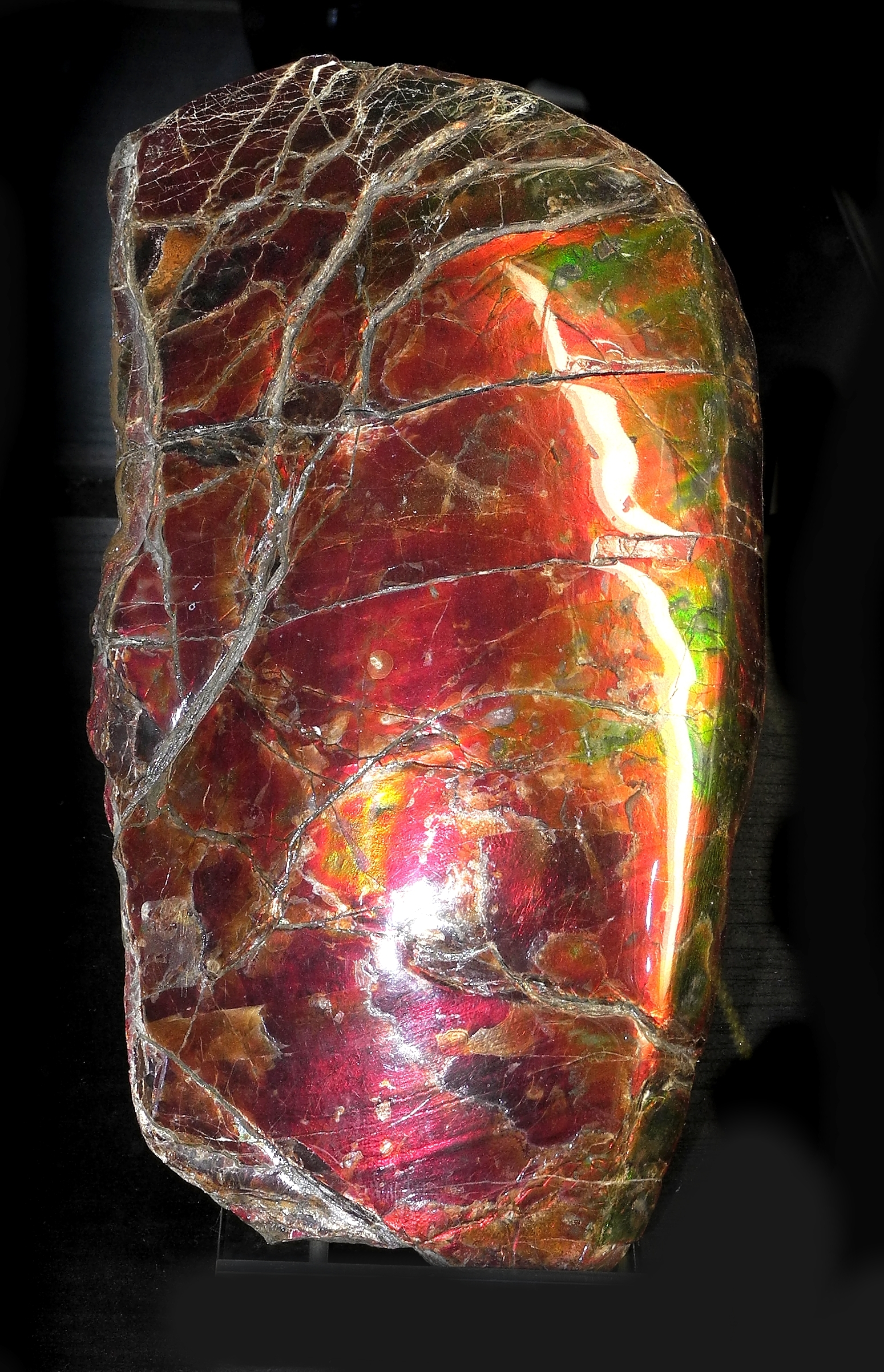
Ammolit
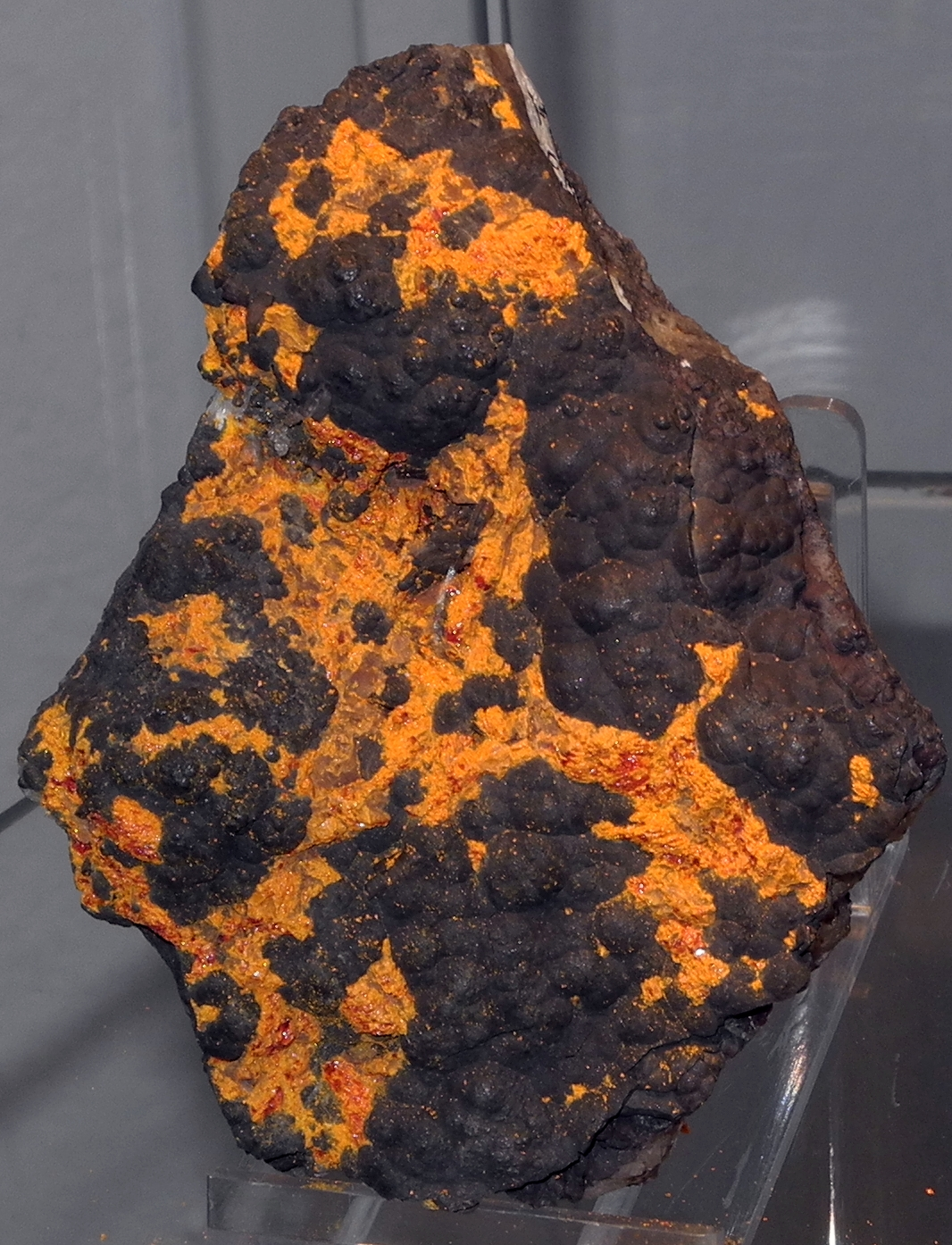
Realgar
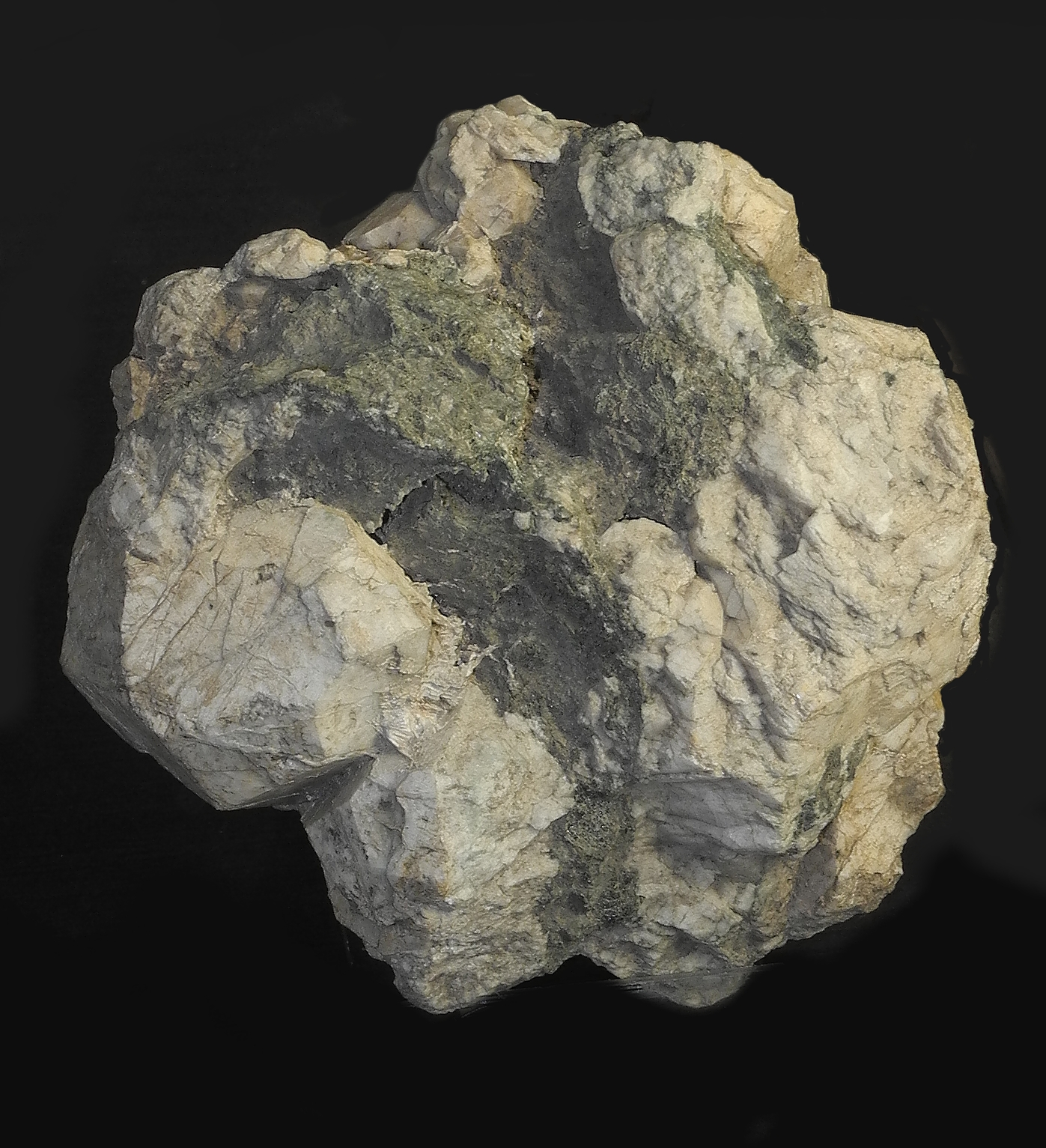
Analcym
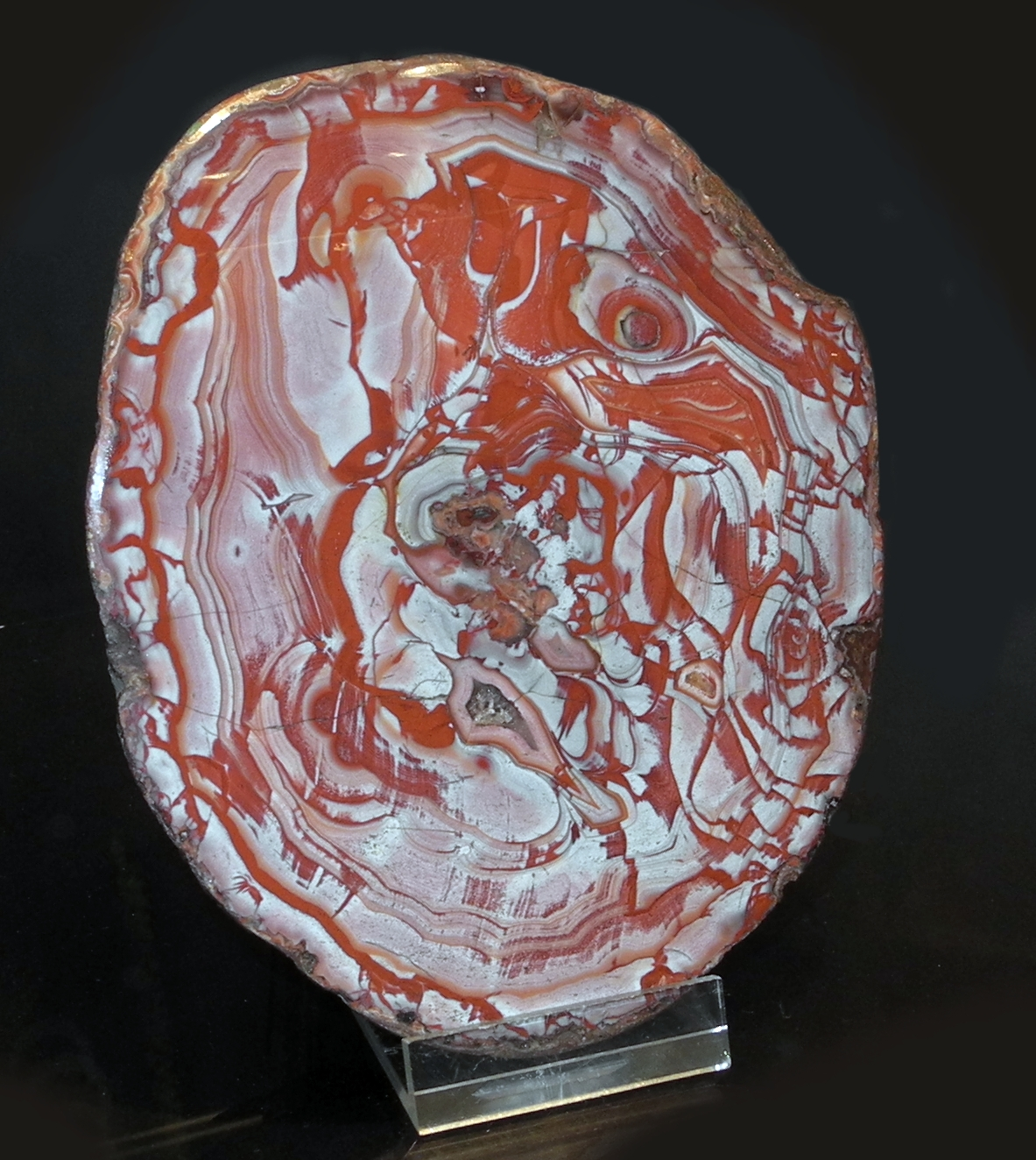
Chalcedon
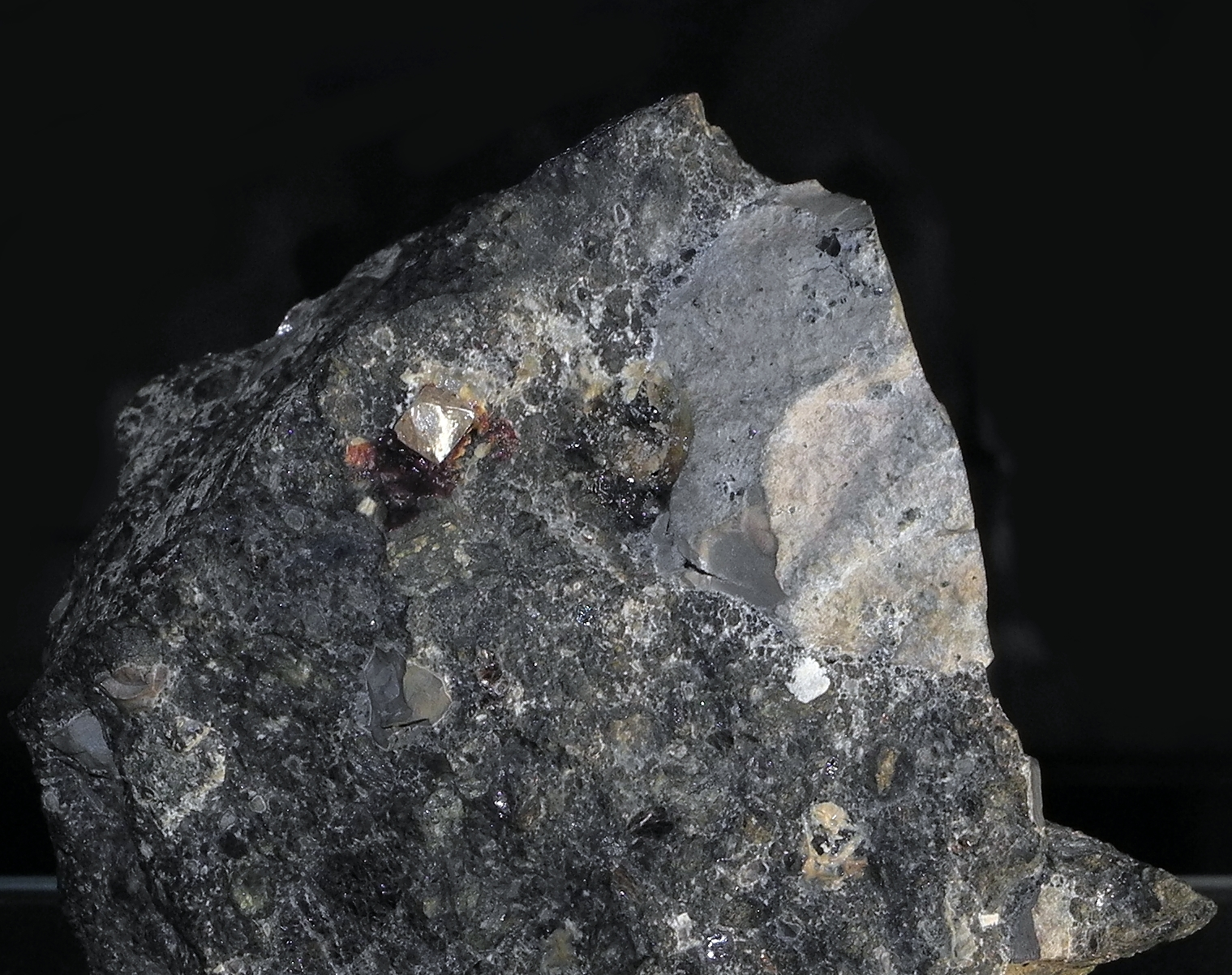
Diament w kimberlicie